# Arborètum de Font-romeu
L'Arborètum de Font-Romeu és un arborètum de 9 hectàrees que es troba a una altitud de 1.800 metres al Bosc Font-romeu, a prop de Font-romeu, Odelló i Vià, a la comarca de l'Alta Cerdanya, a la Catalunya del Nord. Va ser establert el 1938 i és administrat per les Office National des Forêts.
Actualment conté una col·lecció representativa de plantes locals dels Pirineus, inclosos arbres, flors, i les plantes útils, disposades en agrupacions segons l'altitud típica en què les plantes creixen.